# Großsteingrab Weddingstedt
Das Großsteingrab Weddingstedt (auch Steenoben genannt) ist eine megalithische Grabanlage der jungsteinzeitlichen Trichterbecherkultur bei Weddingstedt im Kreis Dithmarschen, Schleswig-Holstein. Es trägt die Sprockhoff-Nummer 137.

## Lage
Das Grab befindet sich südwestlich von Weddingstedt an der Gemeindegrenze zu Ostrohe. Es liegt in einem Waldstück nur wenige Meter westlich der Straße, die beide Orte verbindet (von Weddingstedt kommend die Ostroher Straße bzw. von Ostrohe kommend Am Steenoben).

## Beschreibung
Die Anlage besitzt eine nordost-südwestlich orientierte Grabkammer mit einer Länge von 3,5 m und einer Breite von 1,6 m. Das Grab besaß ursprünglich drei Wandsteinpaare an den Langseiten. An der Nordwestseite sind noch alle drei Steine vorhanden; die beiden äußeren stehen noch in situ, der mittlere ist leicht nach innen geneigt. An der Südostseite sind noch die beiden äußeren Wandsteine erhalten; der westliche steht in situ. Der südwestliche Abschlussstein steht noch an seiner ursprünglichen Position. Vom nordöstlichen Abschlussstein ist nur die nördliche Hälfte erhalten. Das Grab besaß ursprünglich wohl zwei Decksteine. Von diesen ist noch der kleinere südwestliche erhalten. Der größere nordöstliche Deckstein wurde nach dem Ersten Weltkrieg zum Bau eines Kriegerdenkmals in Weddingstedt abtransportiert. Ernst Sprockhoff vermutet den Zugang zur Kammer am Ostende der südöstlichen Langseite und klassifiziert die Anlage damit als Ganggrab vom Untertyp Holsteiner Kammer.